# USS John W. Thomason (DD-760)
USS John W. Thomason (DD-760) là một tàu khu trục lớp Allen M. Sumner được Hải quân Hoa Kỳ chế tạo trong Chiến tranh Thế giới thứ hai. Nó là chiếc tàu chiến duy nhất của Hải quân Mỹ được đặt theo tên Trung tá Thủy quân Lục chiến John William Thomason, Jr. (1893-1944), người được trao tặng Huân chương Chữ thập Hải quân do chiến đấu dũng cảm trong Chiến tranh Thế giới thứ nhất. Nhập biên chế khi Thế Chiến II đã kết thúc, con tàu tiếp tục phục vụ sau đó trong Chiến tranh Triều Tiên và Chiến tranh Việt Nam cho đến khi xuất biên chế năm 1970. Con tàu được chuyển cho Đài Loan năm 1974, và hoạt động cùng Hải quân Trung Hoa dân quốc như là chiếc ROCS Nan Yang (DD-17/DDG-917) cho đến khi ngừng hoạt động và bị đánh chìm như mục tiêu năm 2000. John W. Thomason được tặng thưởng bảy Ngôi sao Chiến trận do thành tích phục vụ trong Chiến tranh Triều Tiên, và thêm ba Ngôi sao Chiến trận khác trong Chiến tranh Việt Nam.

## Thiết kế và chế tạo
John W. Thomason được đặt lườn tại xưởng tàu của hãng Bethlehem Steel Co. ở San Francisco, California vào ngày 21 tháng 11 năm 1943. Nó được hạ thủy vào ngày 30 tháng 9 năm 1944; được đỡ đầu bởi bà John W. Thomason, vợ góa Trung tá Thomason, và nhập biên chế vào ngày 11 tháng 10 năm 1945 dưới quyền chỉ huy của Trung tá Hải quân W. L. Tagg.

## Lịch sử hoạt động

### 1946 - 1950
John W. Thomason tiến hành chạy thử máy huấn luyện tại vùng biển ngoài khơi San Diego, rồi thực hiện những chuyến đi huấn luyện cho nhân sự Hải quân Dự bị Hoa Kỳ trải dài từ Seattle, Washington cho đến San Francisco. Từ tháng 11 năm 1947 đến tháng 12 năm 1948, con tàu tham gia thực hành huấn luyện; rồi đến ngày 5 tháng 12 năm 1948 đã lên đường cho một lượt biệt phái sang Viễn Đông, đi đến Thanh Đảo vào ngày 1 tháng 1 năm 1949, hỗ trợ cho hoạt động trên bộ của lực lượng Thủy quân Lục chiến tại Trung Quốc. Lên đường vào ngày 24 tháng 5, nó quay trở về nhà ngang qua Okinawa, về đến vào ngày 23 tháng 6, và tiếp tục các hoạt động huấn luyện.

### Chiến tranh Triều Tiên
John W. Thomason quay trở lại khu vực Viễn Đông vào đầu năm 1950, đi đến Yokosuka, Nhật Bản vào ngày 29 tháng 1. Nó tham gia hoạt động huấn luyện cùng các tàu chiến thuộc Hải quân Hoàng gia Anh ngoài khơi bờ biển Triều Tiên và Đông Dương thuộc Pháp trước khi quay trở về San Diego vào ngày 25 tháng 4.
Hai tháng sau, Chiến tranh Triều Tiên bùng nổ do việc quân đội Bắc Triều Tiên tấn công xuống lãnh thổ Nam Triều Tiên, buộc Hoa Kỳ và Liên Hợp Quốc phải hành động. Vì vậy, dưới quyền chỉ huy của Trung tá Hải quân Gordon Chung-Hoon, John W. Thomason lên đường vào ngày 30 tháng 9 để gia nhập Đệ thất Hạm đội tại vùng biển Triều Tiên, hộ tống cho các tàu sân bay trong nhiệm vụ không kích các vị trí tập trung quân và tuyến đường tiếp liệu của đối phương. Nó đi đến Wonsan vào ngày 9 tháng 11 để tuần tra và bắn phá trong khi diễn ra chiến dịch tại cảng này trước khi quay trở về Hoa Kỳ. Từ tháng 1 đến tháng 3, 1951, con tàu đã thực hành chống tàu ngầm tại Trân Châu Cảng.
John W. Thomason lại đi đến vùng biển Triều Tiên vào ngày 26 tháng 3, 1951 để hoạt động cùng các tàu sân bay Boxer (CV-21) và Princeton (CV-37) trong các chiến dịch không kích. Con tàu trải qua hai tuần lễ trong tháng 4 tuần tra tại eo biển Đài Loan trước khi quay trở lại ngoài khơi Triều Tiên, nơi nó cùng thiết giáp hạm New Jersey (BB-62) và một tàu khu trục khác tiếp cận gần bờ vào ngày 24 tháng 5 để bắn phá Yangyang. Nó quay trở về San Diego vào ngày 2 tháng 7.
Vào ngày 4 tháng 1, 1952, một lần nữa John W. Thomason khởi hành đi sang Viễn Đông, hoạt động cùng Lực lượng Đặc nhiệm 77 ngoài khơi bờ biển Bắc Triều Tiên. Chiếc tàu khu trục đã bắn phá các mục tiêu đường sắt tại khu vực Songjin vào ngày 21 tháng 2, trong một giai đoạn mà hoạt động chiến sự chủ yếu là của hải quân do trận chiến trên bộ ở vào thế giằng co. Nó lại làm nhiệm vụ tuần tra tại eo biển Đài Loan trong tháng 4 trước khi quay trở lại Songjin và Wonsan vào ngày 26 tháng 4, nơi nó hộ tống các tàu chiến chủ lực, tuần tra gần bờ và bắn phá bờ biển. Được thay phiên bởi một tàu khu trục Anh vào ngày 21 tháng 6, nó lên đường quay trở về nhà, về đến San Diego vào ngày 11 tháng 7, và hoạt động tại vùng bờ Tây ngoài khơi California cho đến hết năm 1952.
John W. Thomason lại lên đường đi sang vùng biển Triều Tiên vào ngày 21 tháng 2, 1953. Những đợt tuần tra tại eo biển Đài Loan xen kẻ với các hoạt động cùng tàu sân bay ngoài khơi Bắc Triều Tiên. Nó đi đến cảng Wonsan vào ngày 2 tháng 7, và đang khi bắn phá các vị trí đối phương trên bờ năm ngày sau đó, nó đấu pháo tay đôi với pháo bờ biển đối phương, lần lượt vô hiệu hóa ba khẩu đội pháo nhưng cũng chịu đựng một số mảnh đạn pháo. Nó tiếp tục hoạt động tại khu vực Wonsan cho đến khi đạt được thỏa thuận ngừng bắn vào ngày 27 tháng 7, và sau một lượt nghỉ ngơi ngắn ở Nhật Bản, nó quay trở về San Diego vào ngày 22 tháng 9.

### 1954 - 1963
Từ năm 1954 đến năm 1956, John W. Thomason tiếp tục quay trở lại vùng biển quen thuộc ngoài khơi Triều Tiên và eo biển Đải Loan, hoạt động cùng Đệ thất Hạm đội. Trong nữa đầu năm 1957, con tàu thực hành huấn luyện ngoài khơi San Diego, rồi lên đường vào ngày 29 tháng 7 cho một chuyến đi vốn đã đưa nó đi ngang qua Pago Pago, Auckland và Manus. Sau khi đến Yokosuka vào ngày 7 tháng 9, nó hoạt động tuần tra tại eo biển Đài Loan và thực hành chống tàu ngầm cùng các tàu chiến của Đệ thất Hạm đội. Con tàu quay trở về San Diego vào ngày 8 tháng 1, 1958, tiếp tục thực hành huấn luyện ngoài khơi California và vùng biển Hawaii.

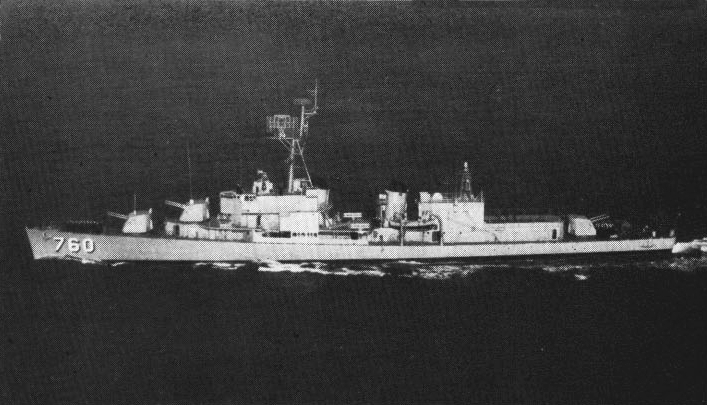
John W. Thomason sau đợt hiện đại hóa FRAM.

Vào tháng 3, 1959, John W. Thomason đi vào Xưởng hải quân Long Beach, nơi nó được nâng cấp như một nguyên mẫu cho Chương trình Hồi sinh và Hiện đại hóa Hạm đội (FRAM: Fleet Rehabilitation and Modernization). Con tàu được trang bị sàn đáp và hầm chứa để có thể mang theo một máy bay trực thăng không người lái chống tàu ngầm Gyrodyne QH-50 DASH, được bổ sung bộ sonar với độ sâu thay đổi cùng thiết bị điện tử mới nhất, cũng như cải thiện điều kiện sống trên tàu. Việc cải biến được tiếp nối bởi việc thử nghiệm rộng rãi và huấn luyện tại chỗ. Nó trở thành soái hạm cho Đội khu trục 72, và khởi hành vào ngày 8 tháng 3, 1961 để làm nhiệm vụ cùng Đệ thất Hạm đội, rồi quay trở về San Diego vào ngày 18 tháng 9.
John W. Thomason tiếp tục được cải biến và bổ sung thiết bị sonar mới tại Xưởng hải quân Long Beach; công việc kéo dài cho đến tháng 7, 1962. Đến tháng 12, nó tham gia một đợt tập trận phòng không quy mô lớn cùng Đệ nhất Hạm đội ngoài khơi California. Nó lại lên đường đi sang Viễn Đông trong thành phần một đội đặc nhiệm tìm-diệt tàu ngầm; tuy nhiên, trên đường đi, nó tham gia vào hoạt động thu hồi tàu không gian trong khuôn khổ Chương trình Mercury, khi nằm trong thành phần một đội đặc nhiệm hình thành chung quanh tàu sân bay Kearsarge (CV-33). Tiếp tục chuyến đi, nó thực hành huấn luyện chiến thuật chống tàu ngầm và thực tập những thiết bị mới trong các cuộc tập trận cùng Đệ thất Hạm đội và Lực lượng Phòng vệ Biển Nhật Bản. Con tàu quay trở về San Diego vào ngày 3 tháng 12, 1963.

### Chiến tranh Việt Nam
John W. Thomason trải qua phần lớn thời gian của năm 1964 thực hành chống tàu ngầm tại vùng Đông Thái Bình Dương. Nó cùng Đội khu trục 213 lên đường vào ngày 23 tháng 10 để cơ động tập trận tại tại vùng biển Hawaii. Một tháng sau đó, nó cùng bốn tàu khu trục khác hộ tống cho tàu sân bay Yorktown (CVS-10) đi sang khu vực Tây Thái Bình Dương, đi đến Yokosuka, Nhật Bản vào ngày 4 tháng 12, nơi nó gia nhập Đệ thất Hạm đội. Trong mùa Xuân năm 1965, chiếc tàu khu trục lần đầu tiên tham gia cuộc Chiến tranh Việt Nam, khi được bố trí hoạt động ngoài khơi bờ biển Việt Nam từ ngày 21 tháng 3 đến ngày 28 tháng 4.
John W. Thomason quay trở về vùng bờ Tây và hoạt động tại chỗ, cho đến khi lại khởi hành từ San Diego vào ngày 22 tháng 3, 1966 để đi sang Viễn Đông. Nó đi đến Đà Nẵng vào ngày 19 tháng 4, và cùng ngày hôm đó đã trực chiến tại vị trí về phía Nam Chu Lai. Đến cuối tháng 4, nó hỗ trợ cho Chiến dịch Osage và cuộc đổ bộ lực lượng lên phía Bắc Đà Nẵng. Con tàu lên đường đi Sasebo vào ngày 13 tháng 5 để bảo trì, rồi quay trở lại vùng chiến sự vào ngày 6 tháng 6, nơi nó hỗ trợ cho Chiến dịch Deckhouse I từ ngày 17 đến ngày 23 tháng 6. Nó đi đến để nghỉ ngơi trước khi quay trở lại ngoài khơi bờ biển Nam Việt Nam vào ngày 16 tháng 8, làm nhiệm vụ hỗ trợ hỏa lực hải pháo. Từ ngày 18 đến ngày 23 tháng 8, nó tiếp tục hỗ trợ cho cuộc đổ bộ của lực lượng đặc biệt trong khuôn khổ Chiến dịch Deckhouse III. Con tàu viếng thăm Guam và Nhật Bản trước khi lên đường quay trở về nhà vào ngày 9 tháng 9, về đến San Diego vào ngày 24 tháng 9 và tiếp tục hoạt động dọc theo vùng bờ Tây cho đến năm 1967.
John W. Thomason được đại tu, huấn luyện ôn tập và trải qua những đợt kiểm tra nhằm chuẩn bị trước khi được phái sang khu vực Tây Thái Bình Dương vào năm 1969. Con tàu cùng đội đặc nhiệm của nó ghé qua vịnh Subic, Philippines trước khi đi đến vịnh Bắc Bộ, nơi nó phục vụ canh phòng máy bay cho tàu sân bay Oriskany (CV-34). Nó được nghỉ ngơi tại cảng Cao Hùng, Đài Loan trước khi tiếp tục phục vụ tại Trạm Yankee trong ba tuần lễ tiếp theo. Con tàu đi đến Bangkok, Thái Lan và ở lại đây trong một tuần trước khi đi đến vịnh Subic để bảo trì. Đợt sửa chữa bị cắt ngắn khi chiếc tàu khu trục được huy động để hỗ trợ hỏa lực cho khu vực tác chiến của Quân đoàn IV gần Vũng Tàu; và sau nhiều ngày hoạt động dọc bờ biển, nó tiến sâu vào sông Nhà Bè để hỗ trợ hỏa lực cho hoạt động tác chiến tại Đặc khu Rừng Sát. Một tuần sau, nó quay trở lại vai trò canh phòng máy bay trong vịnh Bắc Bộ, lần này là cùng với tàu sân bay Bon Homme Richard (CV-31); trong giai đoạn này nó đã giải cứu đội bay một máy bay trực thăng bị rơi sau khi cất cánh từ Bon Homme Richard.
John W. Thomason trải qua sáu ngày nghỉ phép tại cảng Hong Kong, rồi được bảo trì tại Sasebo, Nhật Bản trước khi lên đường quay trở lại Trạm Yankee, phục vụ canh phòng máy bay cho tàu sân bay Hancock (CV-19). Nó đã hộ tống cho Hancock đi đến vịnh Subic, rồi quay trở lại Trạm Yankee gia nhập trở lại cùng Bon Homme Richard. Trong hành trình quay trở về nhà, nó ghé qua vịnh Subic và Yokosuka, về đến San Diego vào ngày 29 tháng 10, 1969.

### ROCSNan Yang(DD-17/DDG-917)
John W. Thomason được cho xuất biên chế vào năm 1970. Nó được chuyển cho Đài Loan năm 1974, và hoạt động cùng Hải quân Trung Hoa dân quốc như là chiếc ROCS Nan Yang (DD-17/DDG-917) cho đến khi ngừng hoạt động và bị đánh chìm như mục tiêu năm 2000.

## Phần thưởng
John W. Thomason được tặng thưởng bảy Ngôi sao Chiến trận do thành tích phục vụ trong Chiến tranh Triều Tiên, và thêm ba Ngôi sao Chiến trận khác trong Chiến tranh Việt Nam.